# Comuna Suhopolova, Prîlukî
Suhopolova (în ucraineană Сухополова) este o comună în raionul Prîlukî, regiunea Cernihiv, Ucraina, formată din satele Bileșciîna, Iarova Bileșciîna, Pîrohivți, Polova și Suhopolova (reședința).

## Demografie
Componența lingvistică a comunei Suhopolova
     Ucraineană (96,87%)
     Rusă (2,86%)
     Alte limbi (0,15%)
Conform recensământului din 2001, majoritatea populației comunei Suhopolova era vorbitoare de ucraineană (96,87%), existând în minoritate și vorbitori de rusă (2,86%).